# Kowalewo-Parcele (województwo wielkopolskie)
Kowalewo-Parcele – wieś w Polsce położona w województwie wielkopolskim, w powiecie słupeckim, w gminie Słupca. Miejscowość wchodzi w skład sołectwa Kowalewo-Opactwo.
W latach 1975–1998 miejscowość administracyjnie należała do województwa konińskiego.